# Aeroportul Nelspruit
Aeroportul Nelspruit (IATA: NLP, ICAO: FANS) este un aeroport din Nelspruit, Mbombela Local Municipality⁠(d), Ehlanzeni District Municipality⁠(d), Provincia Mpumalanga, Africa de Sud.
Situat la o altitudine de 671 m, aeroportul dispune de o singură pistă.